# Æblet & ormen
Den animerede film Æblet & ormen er historien om Torben, et struttende blankskinnende æble med en drøm: At lykkes som udstillingsæble i frugtafdelingens strålende rampelys. Livsdrømmen knuses, da en orm en solskinsmorgen stikker sit hoved ud gennem Torbens blanke skind. Torben rystes ned fra træet af de panikslagne andre æbler. Nede på jorden møder han æblevennen Newton, og han må nu i følgeskab med Newton udføre en halsbrækkende plan for at slippe af med ormen, som for resten hedder Silvia og er meget flink.

## Medvirkende
- Torben (stemme): Frank Hvam[2]
- Newton (stemme): Lars Hjortshøj[2]
- Silvia (stemme): Sidse Babett Knudsen[2]